# Chiesa di San Lorenzo (Montelupo Fiorentino)

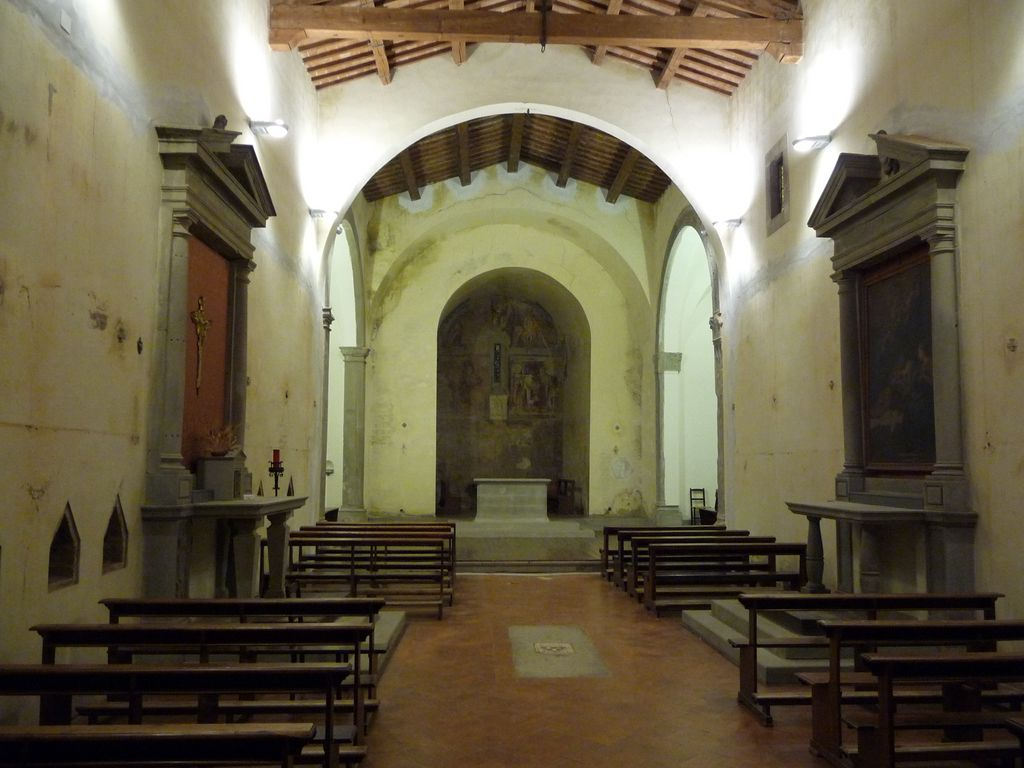
Interno

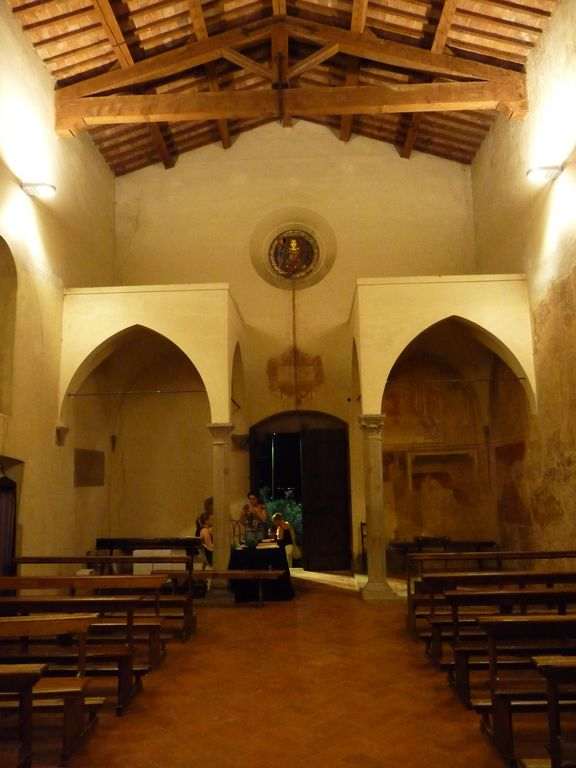
Interno, controfacciata

La Chiesa di San Lorenzo, localmente conosciuta anche come prioria di San Lorenzo, si trova nella parte alta di Montelupo Fiorentino, in provincia di Firenze.

## Storia
Nacque come cappella del castello che i fiorentini riedificarono dalle fondamenta nel 1204. Il castello di Montelupo era stato creato per il controllo dell'Arno nel punto in cui correva il confine con Pistoia. A popolare il centro castrense vennero scelti gli abitanti della parrocchia di Fibbiana dipendenti dal piviere di Empoli e tale scelta venne confermata dal vescovo di Firenze nel 1206; nel 1221 il vescovo fiorentino autorizzò il pievano di Empoli ad erigere in castro de Montelupo una chiesa da intitolarsi alla Madonna e appartenente al piviere di Sant'Andrea.
Questa è l'unica testimonianza sull'intitolazione alla Madonna visto che già il 22 luglio 1260 il suo sacerdote risulta come rettore della ecclesia Sancti Iohannis de Montelupo e come tale si impegna a versare ben 54 staia di grano per il mantenimento dell'esercito fiorentino. Nello stesso documento la chiesa è iscritta tra le suffraganee della pieve dei Santi Ippolito e Cassiano. A quel tempo la chiesa doveva essere nella stessa posizione di oggi visto che in un documento del tempo si parla di una casa confinante con la chiesa e il muro del castello.
Nonostante la crisi economica che colpi il contado fiorentino negli anni successivi al dominio ghibellino, la chiesa venne ingrandita con inglobamento delle strutture militari e nel 1284 venne chiamato Corso di Buono ad affrescarne l'interno, che evidentemente doveva già essere completato. Tra il 1276 e il 1303 la chiesa passò un periodo di tranquillità economica e la situazione migliorò negli anni seguenti quando fu fatta oggetto di numerosi lasciti testamentari da parte dei confratelli della Compagnia dei Penitenti che vi aveva sede. Nel 1299 il patronato della chiesa spettava al vescovo di Firenze che ancora nel 1388 risultava come feudatario. Nel corso del XIV secolo l'edificio prima venne saccheggiato nel 1325 dalla truppe di Castruccio Castracani ma pochi anni dopo venne restaurato e nuovamente ampliato.
Nel 1408 vennero costruiti i due tempietti dedicati rispettivamente a San Nicola e a Sant'Antonio di patronato dei capitani di Orsanmichele il primo e della famiglia Ughi il secondo. Nel corso del XV secolo vennero realizzati alcuni altari e vennero costruite le due cappelle che andarono a formare il transetto.
Intorno al 1419 è documentata la presenza di una tavola di cm.144x199 attribuita a Bicci di Lorenzo descritta come "Incoronazione della Vergine tra Angeli e Santi", inizialmente creduta di Pietro di Chellino per il quale esistono evidenze documentali di commissioni sul plesso. L'opera è dal 1960 attualmente nella collezione della Fondazione Cassa di Risparmio di Firenze.
Dal 1531 risulta attiva la Compagnia di San Lorenzo, che in seguito darà il nome alla chiesa.
Il XVII secolo fu un periodo di crisi economica e anche la chiesa non navigò in buone acque. Solo il 13 luglio 1691 si hanno notizie di un intervento di abbellimento della struttura: in quel giorno fu inaugurato il nuovo altare del Crocifisso, venne chiuso lo spazio sotto la torre campanaria e vennero rifatte le membrature intorno all'altare maggiore. La Compagnia di San Lorenzo godeva di buone rendite economiche e nel 1735 risulta proprietaria di un suo oratorio distinto dalla chiesa e dotato di ben otto altari; probabilmente si tratta della Ecclesia sancti Laurentii de Montelupo documentata nel 1388.
Nel 1785 il titolo di San Giovanni Evangelista fu ceduto al convento domenicano di San Niccolò, la casa canonica fu venduta, la chiesa fu ceduta alla Confraternita di San Lorenzo e sottoposta al patronato della famiglia Frescobaldi.
Nel 1891 la chiesa versava in uno pessimo stato di conservazione e risultava abbandonata da lungo tempo. Nel 1934 vennero restaurati gli affreschi e nel 1947 l'intero edificio venne ripristinato sotto al guida dell'architetti Guido Morozzi; i lavori comportarono la rintonacatura dell'interno la ricostruzione del tetto, fu buttato giù il tamponamento dell'abside e vennero rimontati i tempietti.
Oggi la chiesa è saltuariamente officiata ed è usata anche come sala da concerti e luogo di mostre. Non è sempre accessibile.

## Descrizione
La chiesa di San Lorenzo è situata all'interno del circuito murario che cinge il poggio di Montelupo ed è il frutto di numerosi interventi costruttivi i più antichi dei quali risalgono all'inizio del XIII secolo.

### Esterno
La fase più antica è quella rappresentata dalla torre campanaria, originariamente la torre dell'antico mastio. Antecedente al 1203, anno di distruzione del primitivo castello, è la parte basamentale della torre realizzata mediante l'uso di bozze di pietra calcarea disposte a filaretto e contenute da cantonali di arenaria; questo settore è aperto da una sola finestrella architravata. La sopraelevazione del campanile è stata realizzata a partire dal 1204 con l'uso di mattoni; ad alleggerire la struttura vi sono due ordini di ampie finestre centinate e decorate con mattoni disposti a dente di sega, secondo uno stile riscontrabile e paragonabile a quello delle coeve torri di San Miniato al Tedesco, di Cerreto Guidi e nella pieve di San Giovanni Battista a Cigoli e nella pieve di San Giovanni Battista a Corazzano. Nello stesso inizio del Duecento venne realizzato, appoggiandosi alle fortificazioni, anche un edificio in laterizio: questo edificio era a due piani e tuttora si notano le tracce di due portalini archivoltati sovrapposti, oggi murati nella cappella del transetto.
Ad una fase successiva è da ascrivere l'elevazione della chiesa e il suo allungamento verso ovest fino alle misure attuali. La facciata presenta un impianto romanico-gotico e anticamente era dotata di una tettoia. Nella parte inferiore della facciata si apre il portale coronato da un arco in laterizio a tutto sesto con ghiera a listello poggiante su un architrave e con gli stipiti in conci di arenaria. All'interno della lunetta si trova un affresco. Il corpo della chiesa, concluso a est da una scarsella quadrangolare, è in cotto e bozze di calcare alberese disposte a filaretto.
Ad un'ultima fase dei lavori sono da ascrivere la corte, coperta da volte a crociera, i due bracci del transetto e le finestre aperte sulle fiancate.

### Interno
L'interno è completamente intonacato ed è coperto da capriate lignee. Si mostra nella redazione rinascimentale, quella che venne scelta in occasione dei restauri del secondo dopoguerra.
Nella scarsella ricavata dal vano della torre si trovano i resti degli affreschi datati 1284 e firmati da Corso di Buono raffiguranti il Cristo Pantocratore e i Miracoli di San Giovanni evangelista; accanto alla porta di ingresso si trovano i due tempietti gotici con all'interno affreschi di Piero di Chellino raffiguranti le Storie di San Nicola: uno San Nicola che ferma l'esecuzione di tre giovani innocenti (lunetta), e Il miracolo delle sfere d'oro (in basso); l'altro San Nicola che placa la tempesta (lunetta).
Sulla parete interna sinistra si apriva un portale centinato con ghiera in laterizio scolpita a triangoli; questo portale faceva parte di une edificio inglobato durante i lavori di prolungamento della chiesa.

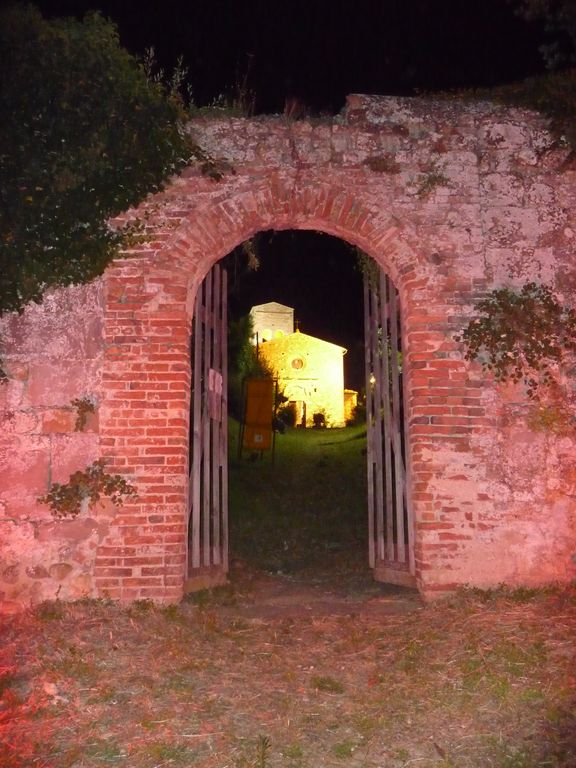
Ingresso al castello di Montelupo

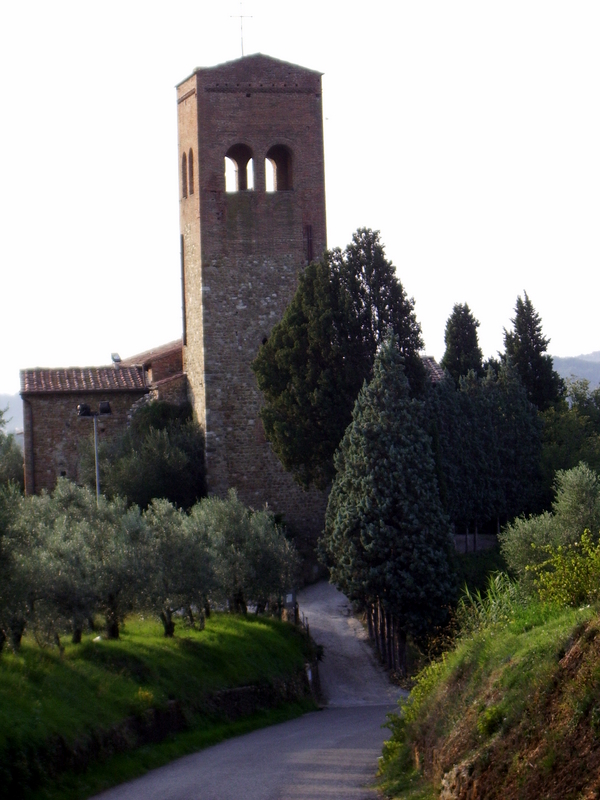
Torre campanaria